# Saint-Sauveur-de-Carrouges
Saint-Sauveur-de-Carrouges là một xã thuộc tỉnh Orne trong vùng Normandie tây bắc nước Pháp. Xã này nằm ở khu vực có độ cao trung bình 325 mét trên mực nước biển.